# Nesprer del Japó
|  | «nisprer» redirigeix aquí. Vegeu-ne altres significats a «nespler». |

El nesprer japonès (Eriobotrya japonica), també anomenat nesprer, nisprer, nespler, nyesprer o nyespler, és un arbre fruiter del gènere Eriobotrya conreat pel seu fruit. Originari de la Xina i tradicionalment conreat al Japó. El nom del seu fruit és el mateix que el de l'espècie indoeuropea Mespilus germanica: nespra, nespre, nespro, nespla, nyespro, nyespra, nyespla o nispro. A algunes localitats del Maresme com per exemple al Masnou, Teià, Premià de Mar, Premià de Dalt, Vilassar de Dalt, Vilassar de Mar, i també a algunes del Barcelonès com per exemple Badalona, el fruit s'anomena micaco o melicaco, i micaquer o melicaquer l'arbre que en dona. A Canet de Mar l'anomenen nicaco i a Sureda (Rosselló) se'n diu poma d'Àfrica.
Als Països Catalans hi ha arbres disseminats sobretot en zones litorals (típic de molts patis a la ciutat de Barcelona) i és un conreu intensiu i especialitzat a la zona de Callosa d'en Sarrià al sud del País Valencià (Marina Baixa) on hi ha una denominació d'origen d'aquest fruit.
Mespilus germanica és un arbre fruiter rústic de la mateixa subfamília que l'Eriobotrya japonica però originari d'Europa, que es pot trobar en algunes cases de pagès i que popularment rep els mateixos noms de nespler, nisprer, etc.

## Morfologia

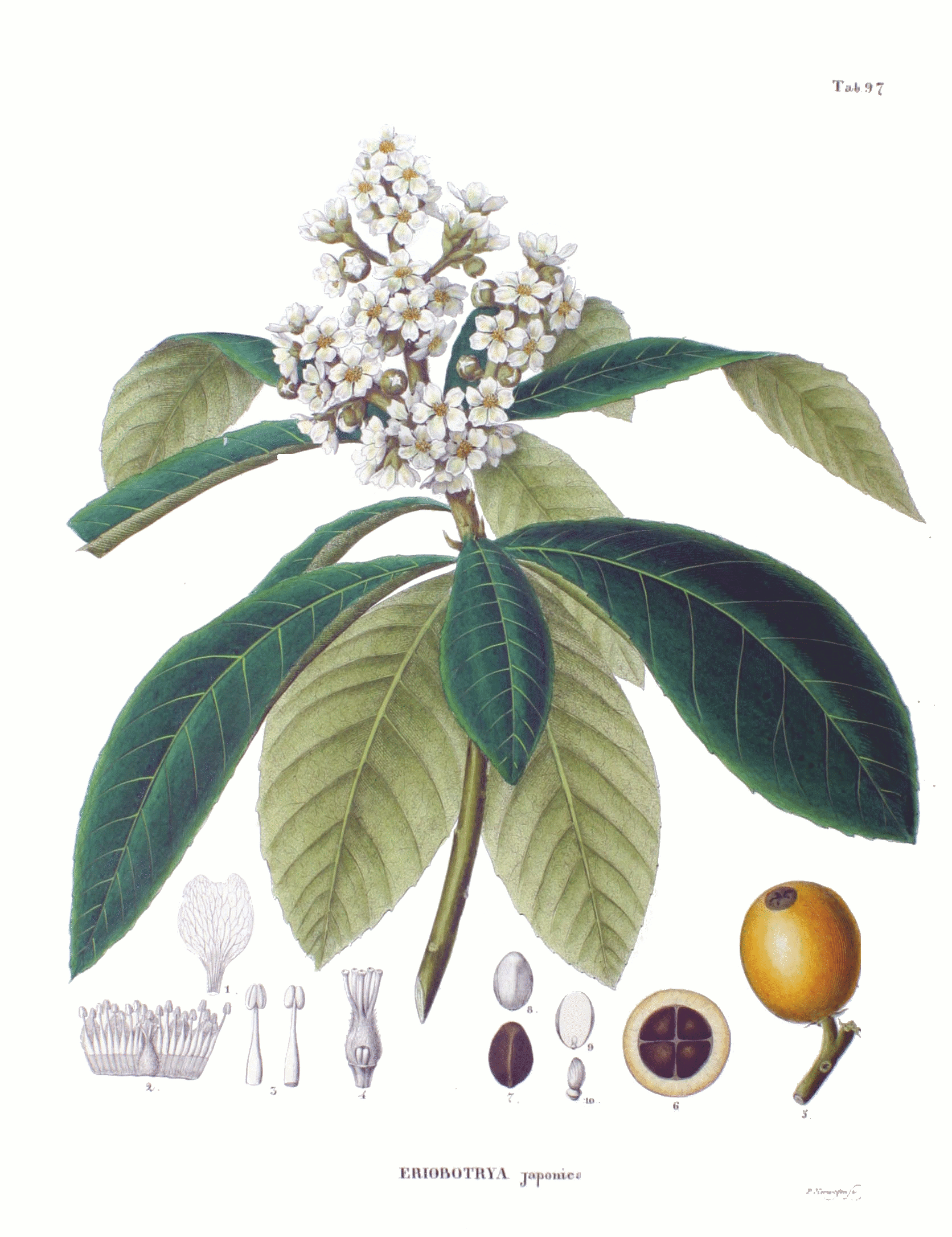
Dibuix del 1870 mostrant una panícula amb detalla de les flors i el fruit

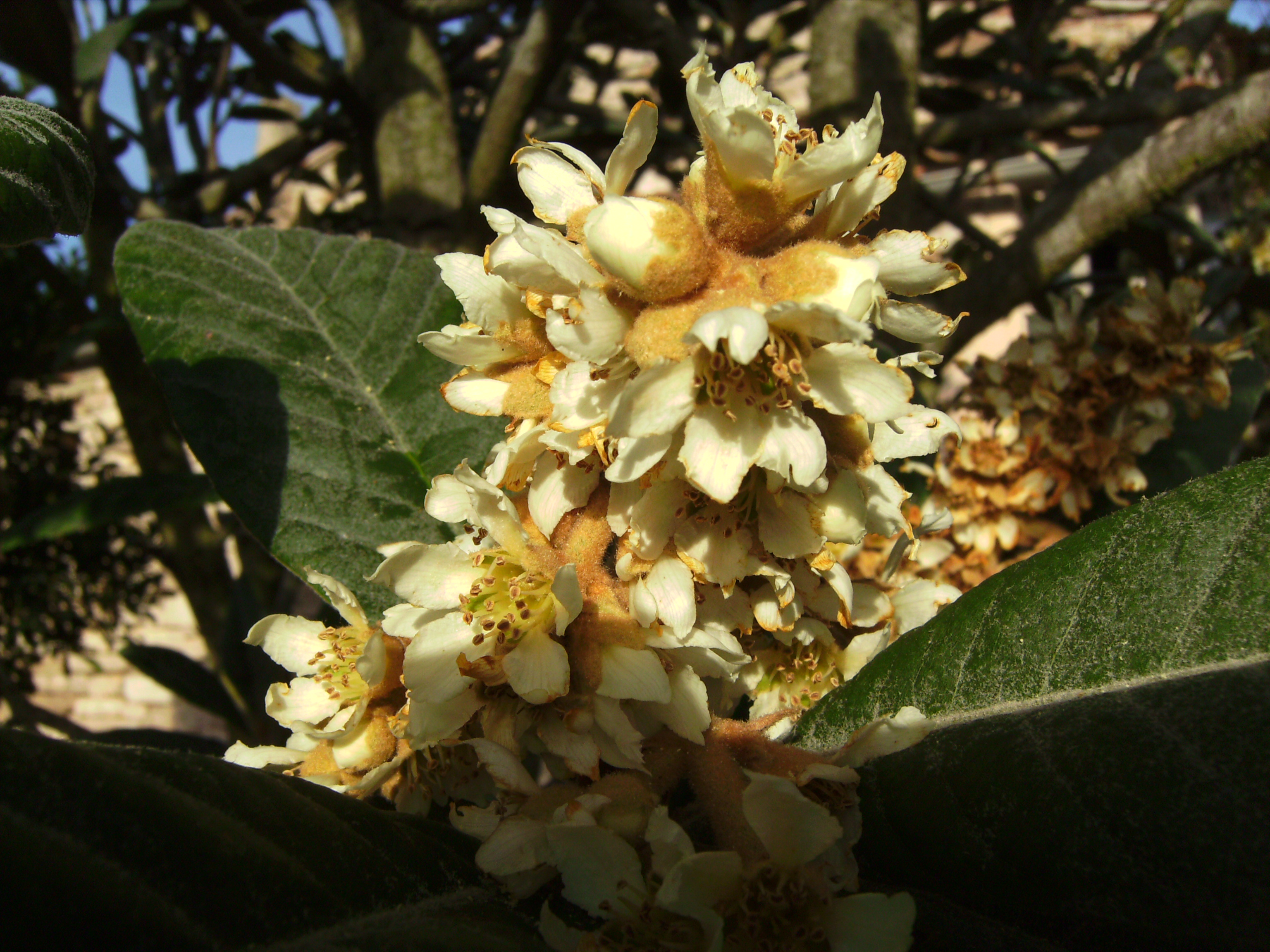
Flors el novembre de 2009

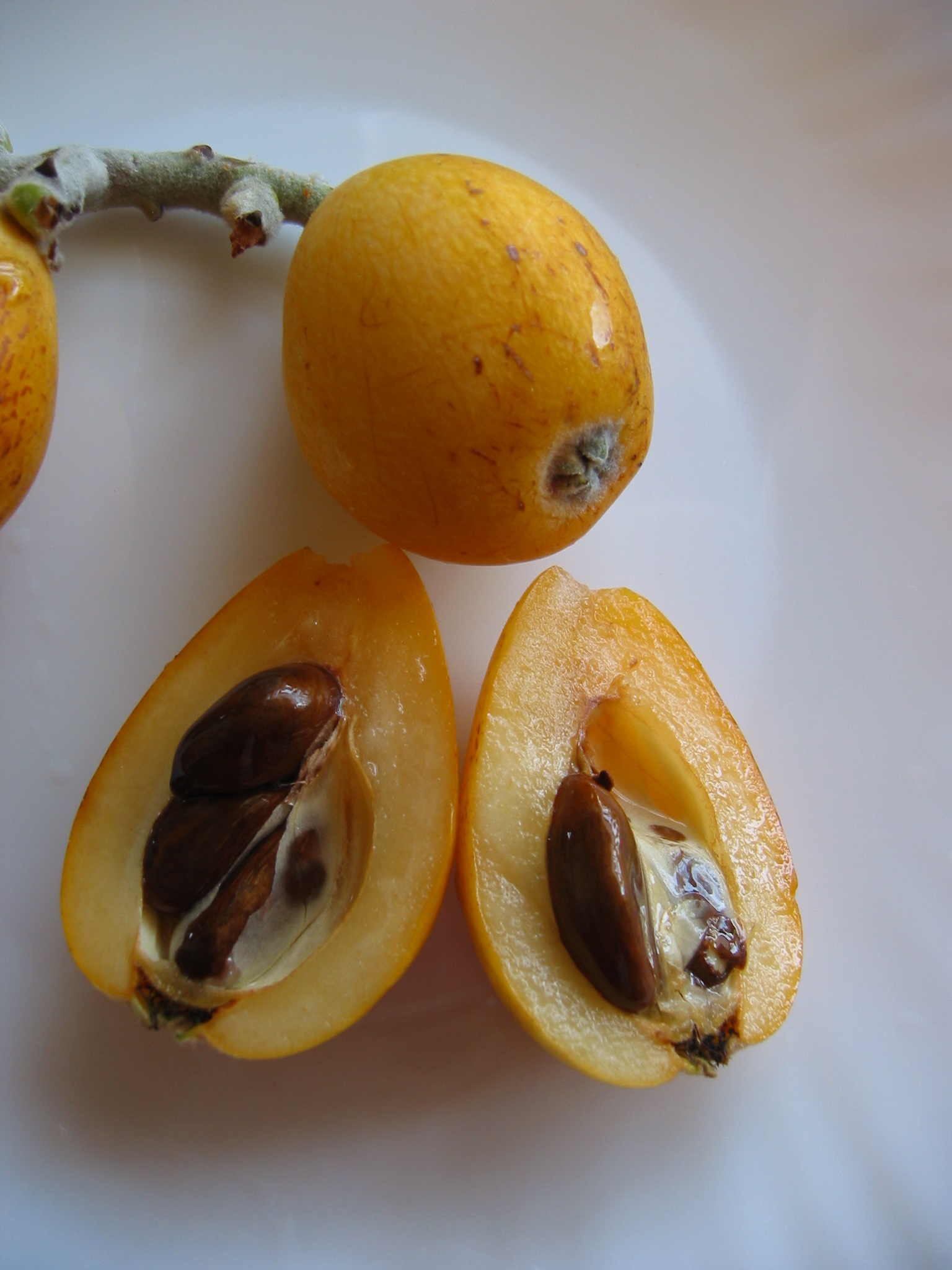
Dues nespres, la fruita del nesprer

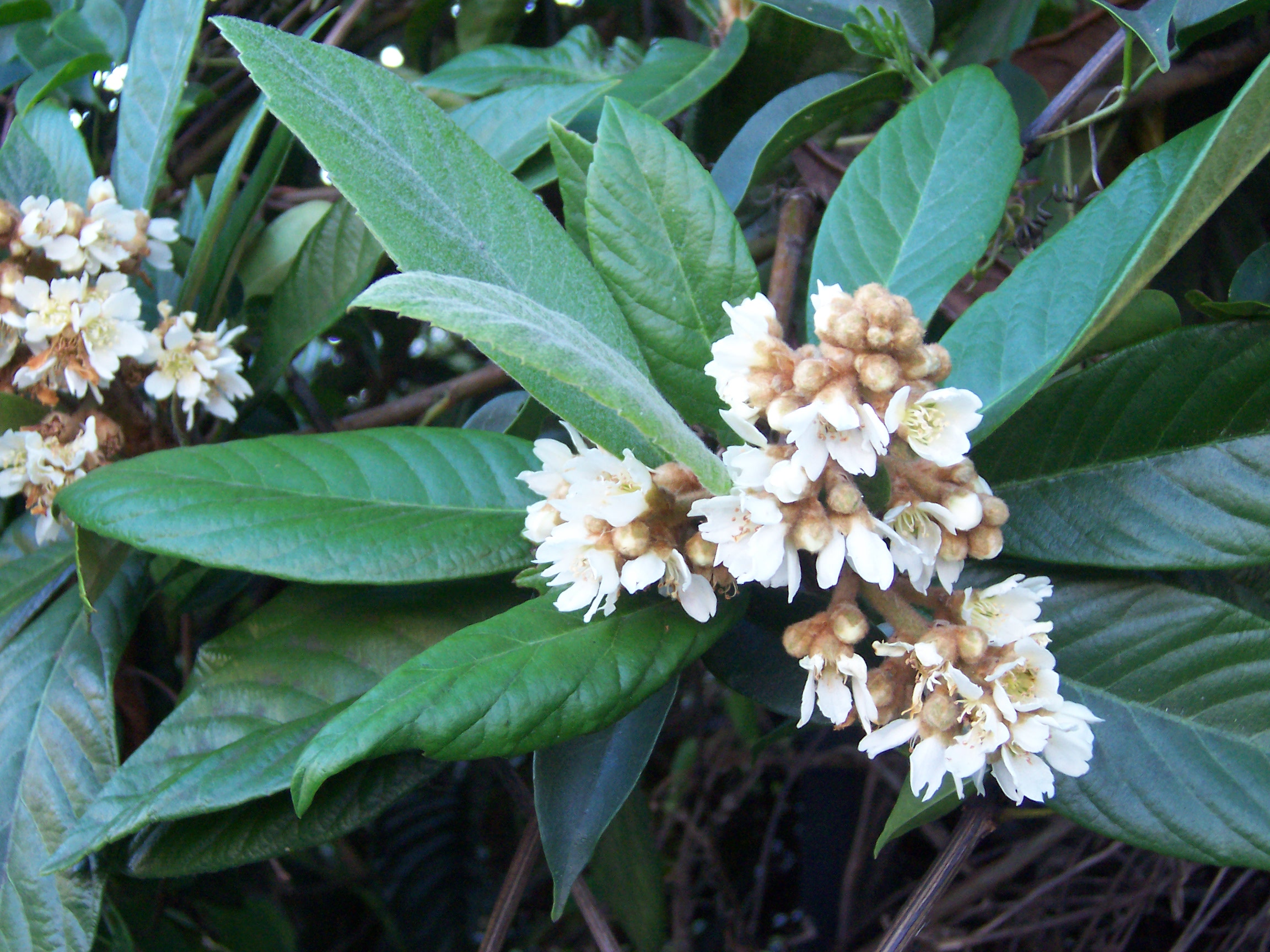
Les flors

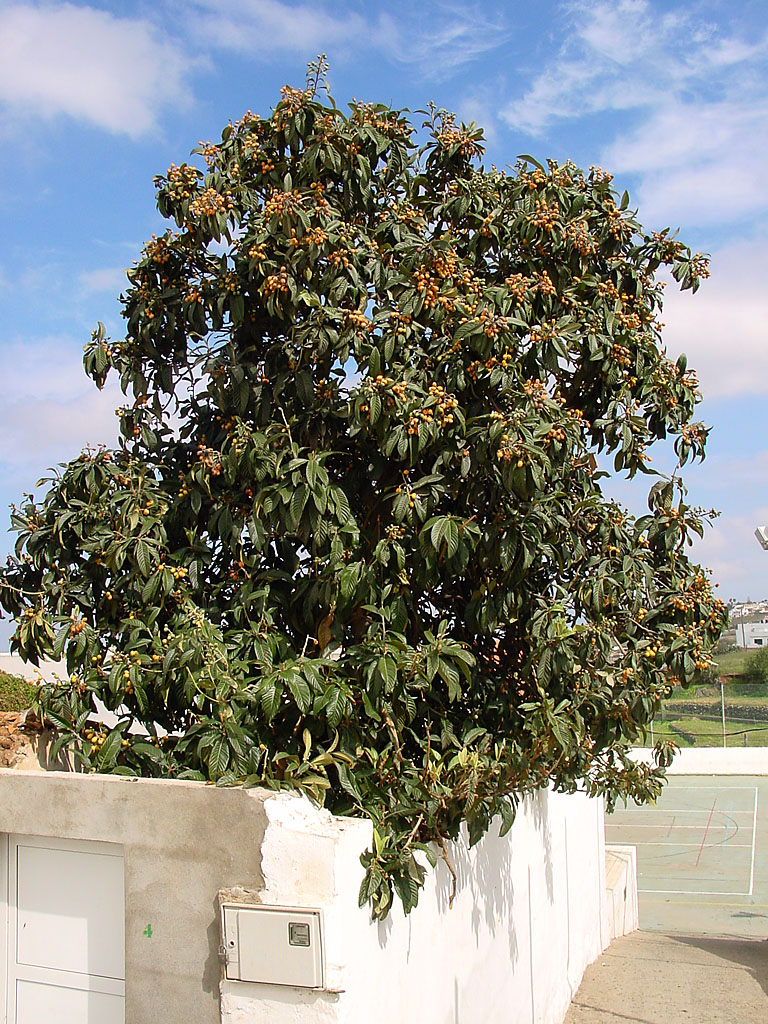
L'arbre

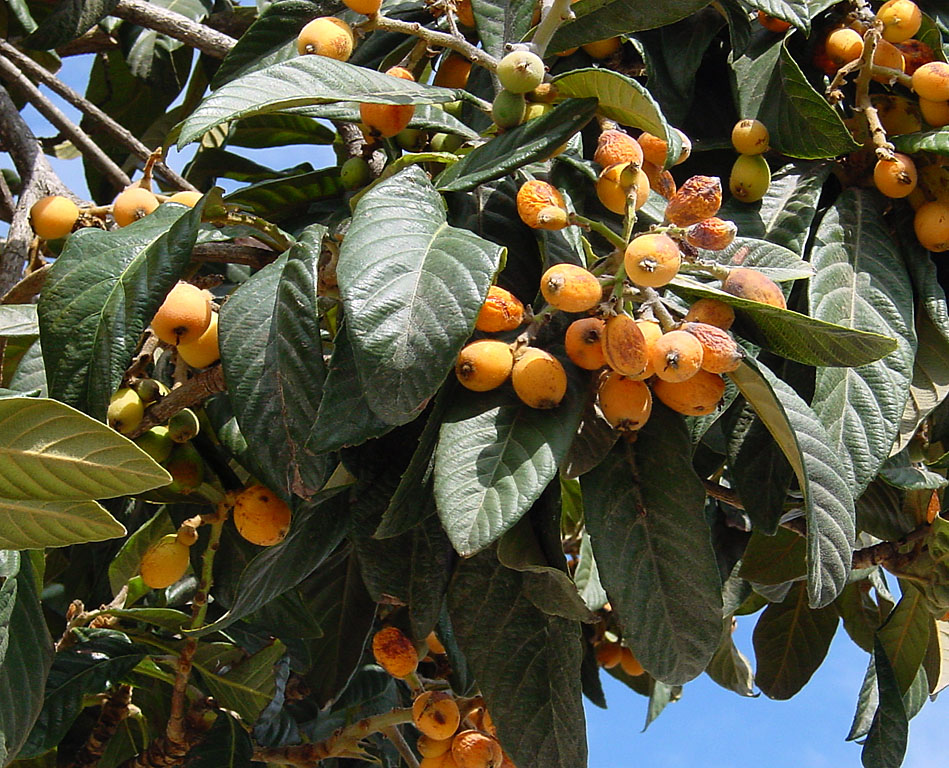

Arbre de fulles persistents enteres de cutícula gruixuda. Floreix d'octubre a febrer en panícules de flors blanques oloroses. Els fruits, primer verds, es tornen de tonalitats groga o taronja en madurar a la primavera. Dins hi ha una llavor marró relativament grossa.

## Conreu
El nesprer es pot cultivar amb llavors fresques però se sol reproduir per mitjà d'empelts. En el cas de la reproducció per llavors, l'arbre triga entre vuit i deu anys a donar els primers fruits, mentre que si és per empelt, aquest temps es redueix a dos anys. En canvi, és molt difícil aconseguir que neixi un nou nesprer del Japó d'una branca o tros d'un altre, plantat directament a terra.
Per l'època en què floreix les glaçades poden matar la flor (l'arbre en canvi resisteix bé les glaçades) per això és arbre propi de zones de clima mediterrani càlid malgrat que pel gran període de florida pot donar alguns fruits en zones més fredes. Es conrea en secà i regadiu.
Com a plagues tenen la mosca de la fruita i els ocells, que mengen els fruits.

## Ús
És un arbre generalment ornamental i per a collir-ne els fruits, les nespres, que es cullen ja madures a partir de la primavera a tota la Mediterrània, on es mengen com a postres. Les nespres són una fruita molt fràgil que suporta malament la refrigeració i el transport, cosa que en limita la difusió a països freds.